# Vescomtat de Mesoarga
El vescomtat de Mesoarga fou una jurisdicció feudal de Provença.
Quan el rei Conrad III de Borgonya va prendre possessió de Provença el 949 hi va nomenar tres comtes als qui va associar alguns vescomtes per ajudar-los i limitar el seu poder. Entre aquests hi va haver el d'Avinyó dels quals el primer conegut fou Aufant avançat el segle ix. Només un vescomte s'esmenta a Mesoarga ja al segle xii, de nom Aufant, que seria una branca de la família de vescomtes d'Avinyó. S'esmenta en un carta datada a Ais de Provença el 22 de maig de 1150 junt al seu germà Guillem de Bulbó.